# Opera Mini
Opera Mini – mobilna przeglądarka internetowa dla telefonów komórkowych wyposażonych w Java ME, tworzona i rozwijana przez norweską firmę Opera Software ASA.

## Zasada działania

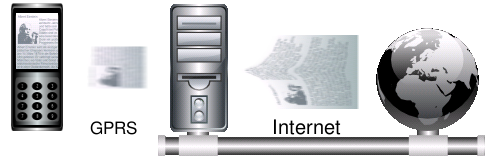
Schemat działania Opery Mini

Po uruchomieniu programu i wpisaniu adresu aplikacja łączy się ze specjalnym serwerem Opery, który konwertuje zwykłe strony tak, aby były widoczne na ekranie urządzenia przenośnego (np. telefonu komórkowego). Przesyłane strony od serwera do aplikacji są kompresowane, przyspieszając ich ładowanie na telefonie. Sama transmisja jest szyfrowana algorytmem RC4 z 256-bitowym kluczem (wymianę kluczy symetrycznych zabezpiecza algorytm RSA z 1280-bitowym kluczem).
Według producenta, Opera Mini jest w stanie obsłużyć dokładnie takie same rodzaje stron jak „biurkowa” wersja przeglądarki. Oferuje również ograniczone wsparcie dla JavaScript i AJAX-u. Nie potrafi natomiast wyświetlać animacji w technologii Flash.

## Historia
Pierwsza wersja beta została udostępniona dla Szwecji, Danii, Norwegii i Finlandii 20 października 2005, natomiast oficjalny start przeglądarki (dla wszystkich krajów) nastąpił 24 stycznia 2006.
3 maja 2006 – wersja 2.0 z możliwością ściągania plików, skórek, wbudowanym paskiem szukania.
28 listopada 2006 – wersja 3.0 z obsługą RSS i połączeń szyfrowanych, możliwością publikowania zdjęć.
7 listopada 2007 – opublikowano wersję 4.0 z przybliżaniem i oddalaniem widoku, wyświetlaniem w trybie poziomym oraz synchronizacją z serwisem My Opera.
Wersja Opera Mini 3 Basic, przeznaczona na starsze modele telefonów (z mniejszą ilością pamięci), wciąż jest dostępna do pobrania na stronie producenta, ale nie jest rozwijana.
16 września 2009 – wydano pierwsza beta wersji 5.
16 marca 2010 – wydano wersję 5.
8 lipca 2010 – opublikowano wersję 5.1 poprawiającą wydajność aplikacji.
25 marca 2011 – wydano nową wersję 6 która niesie ze sobą funkcje wielodotykową pinch-to-zoom. Poprawiono również płynność przewijania, przesuwania, powiększania i pomniejszania, oraz dodano przycisk służący do szybkiego udostępniania odnośników w serwisach takich jak Facebook, vKontakte, My Opera itp.
22 września 2014 – opublikowano wersję 0.9.0.5 dla Windows Phone 8.

## Funkcjonalność
Funkcjonalność wersji 5 Opery Mini:
- kompresowanie stron internetowych przed wysłaniem ich na telefon
- wyszukiwanie tekstu w treści strony internetowej
- sugerowanie adresów WWW na podstawie historii odwiedzanych witryn
- ściąganie/wysyłanie plików do/z pamięci telefonu (wymagana obsługa JSR-75)
- zapisywanie stron internetowych, do których chcielibyśmy mieć dostęp w trybie offline
- synchronizowanie zakładek i stron Speed Dial poprzez serwis My Opera
- tworzenie nowych wyszukiwarek z dowolnie wybranych pól (tak jak ma to miejsce w Operze dla komputerów PC)
- przeglądanie stron w kartach
- menedżer haseł
- w pełni dotykowy interfejs

## Opera Mini Mod (OMM)
Zmodyfikowana wersja Opery Mini oferująca wiele dodatkowych opcji, tworzona przez rosyjskiego programistę DG-SC.

## Symulator
Opera udostępnia stronę internetową, na której każdy, kto posiada środowisko uruchomieniowe Java (JRE), może wypróbować Operę Mini bez potrzeby instalowania jej w swoim telefonie. Aplet wykorzystuje rozpowszechnianą na licencji LGPL bibliotekę MicroEmulator, która implementuje Javę Micro Edition w Javie Standard Edition.